# Hammer (Feldkirchen-Westerham)
Hammer ist ein Ortsteil der Gemeinde Feldkirchen-Westerham im Landkreis Rosenheim. Der Weiler liegt an der Mangfall zwischen Westerham und Feldolling auf einer Höhe von 540 m ü. NN und hat 44 Einwohner (Stand 31. Dezember 2004).
Koordinaten: 47° 54′ N, 11° 51′ O